# Fort Greene

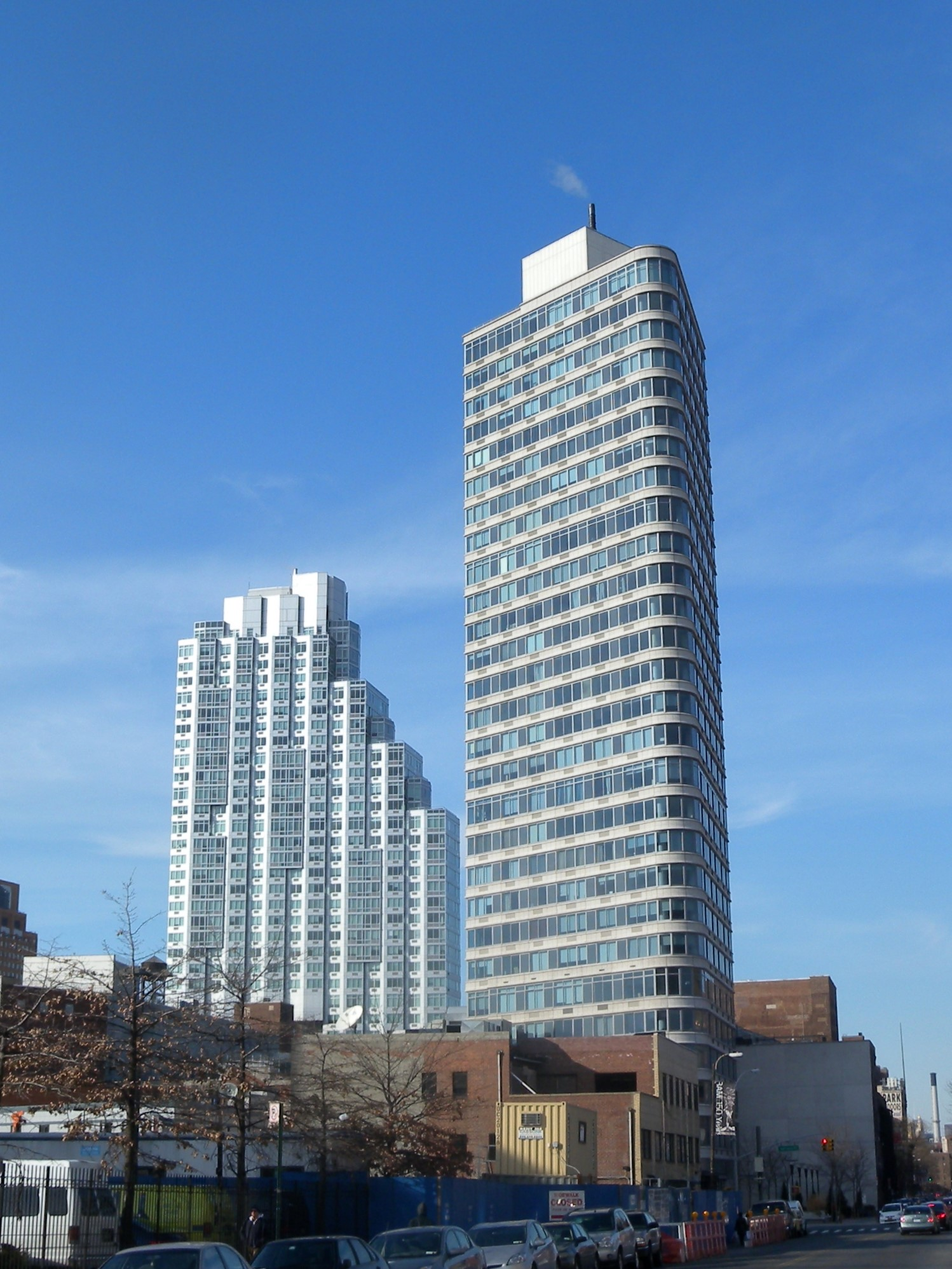
Nuovi edifici residenziali a Ashland Place e Lafayette Street

Fort Greene è un quartiere di Brooklyn a New York.
Fort Greene è nell'elenco del New York State Registry e nel National Register of Historic Places, ed è stato designato come un distretto storico della città. 
Si trova a Nord-ovest di Brooklyn, nell'area conosciuta come South Brooklyn, appena oltre la Bassa Manhattan e a nord di Prospect Park.
Il quartiere è chiamato così da un forte costruito nel 1776 dopo la Rivoluzione americana sotto al supervisione del generale Nathanael Greene di Rhode Island.

## Trasporti
Il quartiere è servito dalla metropolitana di New York attraverso le stazioni di DeKalb Avenue, Atlantic Avenue-Barclays Center, Lafayette Avenue e Fulton Street.